# Пищузький район
Пищузький район (рос. Пыщугский район) — адміністративно-територіальна одиниця (район) та муніципальне утворення (муніципальний район) на південному сході Костромської області Росії.
Адміністративний центр — село Пищуг.

## Історія
1944 року Пищузький район увійшов до складу новоутвореної Костромської області.

## Населення
| 2002  | 2008  | 2009  | 2010  | 2011  | 2012  | 2013  |
| ----- | ----- | ----- | ----- | ----- | ----- | ----- |
| 6176  | ↘5585 | ↗5638 | ↘5201 | ↘5176 | ↘5051 | ↘4949 |
| 2014  | 2015  | 2016  | 2017  | 2018  | 2019  | 2020  |
| ↘4840 | ↘4673 | ↘4568 | ↘4489 | ↘4349 | ↘4262 | ↘4196 |